# Перепис населення Білорусі (2009)
Перепис населення Білорусі (2009) — другий перепис населення Республіки Білорусь після розпаду СРСР (перший був у 1999 році). Збір персональних даних проводився з 14 по 24 жовтня. Відповідно до закону Республіки Білорусь «Про перепис населення», основними принципами її проведення є: наукова обґрунтованість; періодичність; загальність та одномоментність; конфіденційність персональних даних; доступність та відкритість підсумкових даних; єдність програми перепису населення, а також методів її проведення та обробки персональних даних на всій території країни. Офіційно метою проведення перепису було оголошено отримання інформації про населення Республіки, необхідної для розробки державних прогнозів соціально-економічного розвитку країни, поточних розрахунків та прогнозування чисельності та складу населення, вивчення розміщення та використання трудових ресурсів, здійснення наукових досліджень.

## Програма перепису
Рада Міністрів 29 квітня 2008 року постановою № 765 ззатвердила наступну програму перепису (перелік питань, з яких здійснюється збір персональних даних).  
Питання основних демографічних характеристик:
- прізвище ім'я по батькові;
- дата народження, кількість повних років;
- стать;
- родинні чи інші відносини з особою, записаною першою у домогосподарстві;
- стан у шлюбі (для осіб віком 15 років та старших);
- місце народження.

Питання міграційної активності:
- безперервність проживання у міському поселенні чи сільській місцевості цього адміністративного району;
- період прибуття у цей населений пункт;
- місце попереднього проживання;
- проживання більше 1 року безперервно в будь-якій іншій країні у період з 2005 року до 13 жовтня 2009 р.;
- країна, де проживав респондент до дати прибуття Республіку Білорусь у постійне місце проживання;
- місяць та рік прибуття до Республіки Білорусь;
- причина прибуття Республіку Білорусь у постійне місце проживання;

Громадянство.
Національність (за самовизначенням та бажанням респондента, для дітей - за визначенням батьків) .
Питання, що стосуються володіння мовами :
- рідна мова;
- мова, якою респондент зазвичай розмовляє вдома;
- іншу(і) мову(и), якою(і) вільно володіє респондент.

Питання, що стосуються освіти :
- рівень освіти (для осіб віком 10 років та старших), наявність наукового ступеня;
- вміння читати та писати;
- навчання у закладі освіти (для осіб віком 6-60 років);
- відвідування дитиною дошкільного закладу (для дітей віком 3-7 років, які не відвідують школу).

Джерела засобів для існування, наявні в 2009 році .
Питання, що стосуються зайнятості (для осіб віком 15 років і старше) :
- робота в останній тиждень до початку перепису (з 7 по 13 жовтня 2009 року) );
- місце знаходження роботи;
- основна продукція, що виробляється (послуги, що надаються) організацією (наймачем), в якій (на якого) працював респондент;
- повна назва організації (наймача) чи її підрозділи, у якій працював респондент, чи своєї справи;
- посада, зайняття або виконувана робота;
- ким є на роботі респондент (статус зайнятості);
- пошук роботи респондентом протягом останнього місяця до початку перепису (з 13 вересня по 13 жовтня 2009 року) ), здатність

приступити до неї у найближчі 2 тижні.
Кількість народжених дітей (для жінок віком 15 років та старше) .
Питання житлових умов:
- місце проживання;
- тип житлового приміщення;
- період будівництва будинку;
- матеріал зовнішніх стін будинку;
- розмір загальної площі одноквартирного житлового будинку чи квартири;
- всі наявні види благоустрою у житловому приміщенні;
- число домогосподарств, що проживають у житловому приміщенні, та їх склад (із зазначенням прізвища, імені, по батькові, ставлення до особи, записаної першою у домогосподарстві, причини та тривалості тимчасової відсутності);
- власник житлового приміщення;
- кількість житлових кімнат, які займає домогосподарство;
- наявність у домогосподарства або одного з його членів у власності іншого житлового приміщення;
- наявність у домогосподарстві комп'ютера, підключення до Інтернету.

### Щодо осіб, які тимчасово проживають в Білорусії
Для осіб, що тимчасово проживають на території Республіки Білорусь, програма було дещо іншою:
- адресу у період проходження перепису;
- прізвище, ім'я, по батькові;
- стать;
- дата народження;
- країна народження;
- громадянство;
- країна постійного проживання;
- ціль приїзду в Республіку Білорусь.

## Проведення перепису
Персональні данні збирали станом на 0 годин 14 жовтня 2009 (момент рахунку населення) . З 1 по 30 жовтня переписувачам було надано право на безкоштовний проїзд на всіх видах міського пасажирського транспорту (крім таксі) у межах району, міста обласного підпорядкування, міста Мінська, в якому вони проводили перепис  .

## Публікація результатів перепису

### Статистичні збірники
Результати перепису опубліковано у вигляді 8-томного видання:
1 том: «Основні організаційні та методологічні положення перепису населення Республіки Білорусь 2009 року» (Белстат )
2 том: «Населення Республіки Білорусь: його чисельність та склад» (Белстат, опублікували достроково, 7 грудня 2010 замість 21 січня 2011)
3 том: «Національний склад населення Республіки Білорусь » (дата випуску – 24 лютого 2011 р.)
4 том: «Освітній рівень населення Республіки Білорусь» (дата випуску – 23 березня 2011 р.)
5 том: «Число та склад домашніх господарств Республіки Білорусь. Житлові умови домогосподарств» (дата випуску – 21 червня 2011 р.)
6 том: «Соціально-економічні характеристики населення Республіки Білорусь» (дата випуску – 27 липня 2011 р.)
7 том: «Міграція населення Республіки Білорусь» (дата випуску – 23 серпня 2011 року)
8 том: «Просторове представлення результатів перепису населення Республіки Білорусь у 2009 році» (дата випуску — 23 серпня 2011 р.)

### Статистичні бюлетені
«Загальна кількість населення, його склад за віком, статтю, станом у шлюбі, рівнем освіти, національностями, мовою та джерелами засобів для існування» :
Численность и размещение населения Республики Беларусь
- Республіка Білорусь ( опубліковано на сайті Белстату )
- Брестська область ( опубліковано на сайті Белстату )
- Вітебська область ( опубліковано на сайті Белстату )
- Гомельська область ( опубліковано на сайті Белстату )
- Гродненська область ( опубліковано на сайті Белстату )
- р. Мінськ ( опубліковано на сайті Белстату )
- Мінська область ( опубліковано на сайті Белстату )
- Могилівська область ( опубліковано на сайті Белстату )

«Національний склад населення» :
- Республіка Білорусь ( опубліковано на сайті Белстату )
- Брестська область ( опубліковано на сайті Белстату )
- Вітебська область ( опубліковано на сайті Белстату )
- Гомельська область ( опубліковано на сайті Белстату )
- Гродненська область ( опубліковано на сайті Белстату )
- р. Мінськ ( опубліковано на сайті Белстату )
- Мінська область ( опубліковано на сайті Белстату )
- Могилівська область ( опубліковано на сайті Белстату )

«Кількість населення, які здобувають освіту у навчальних закладах» ( опубліковано на сайті Белстату )
«Населення національних меншин за статтю, віком, одруженням, освітою, джерелами засобів для існування, лінгвістичними ознаками» (опубліковано на сайті Белстату )
«Міграція населення Республіки Білорусь» (дата випуску – 1 березня 2011 р.)
«Зайняте населення Республіки Білорусь за рівнем освіти та місцем знаходження роботи» (дата випуску – 3 лютого 2011 р.)
«Кількість та склад домашніх господарств Республіки Білорусь» (дата випуску – 1 березня 2011 р.)
«Умови для життя населення Республіки Білорусь» (дата випуску – 1 квітня 2011 р.)

«Розподіл зайнятого населення Республіки Білорусь по видам економічної діяльності» (дата випуску – 3 травня 2011 р.)
«Розподіл зайнятого населення Республіки Білорусь за видами ремесла» (дата випуску – 3 травня 2011 р.)
«Люди, які тимчасово проживають (перебувають) на території Республіки Білорусь» (дата випуску — 3 травня 2011 р.)

### Вихідні регламентні таблиці
На сайті Белстату розміщені наступні регламентні таблиці:
| Територія           | чисельність населення | угруповання міст, селищ міського типу за чисельністю населення | угруповання сільських населених пунктів за чисельністю населення | угруповання адміністративних районів за чисельністю населення | угруповання сільських рад за чисельністю населення |
| ------------------- | --------------------- | -------------------------------------------------------------- | ---------------------------------------------------------------- | ------------------------------------------------------------- | -------------------------------------------------- |
| Республіка Білорусь |                       |                                                                |                                                                  |                                                               |                                                    |
| Брестська область   |                       |                                                                |                                                                  |                                                               |                                                    |
| Вітебська область   |                       |                                                                |                                                                  |                                                               |                                                    |
| Гомельська область  |                       |                                                                |                                                                  |                                                               |                                                    |
| Гродненська область |                       |                                                                |                                                                  |                                                               |                                                    |
| місто Мінськ        |                       |                                                                |                                                                  |                                                               |                                                    |
| Мінська область     |                       |                                                                |                                                                  |                                                               |                                                    |
| Могилевська область |                       |                                                                |                                                                  |                                                               |                                                    |

| Територія           | населення за віком та статтю | населення за статтю, віку та році народження | чоловіки та жінки у стані шлюбу та віку (чол. ) | чоловіки та жінки у стані шлюбу та віком (На 1000 жит. ) |
| ------------------- | ---------------------------- | -------------------------------------------- | ----------------------------------------------- | -------------------------------------------------------- |
| Республіка Білорусь |                              |                                              |                                                 |                                                          |
| Брестська область   |                              |                                              |                                                 |                                                          |
| Вітебська область   |                              |                                              |                                                 |                                                          |
| Гомельська область  |                              |                                              |                                                 |                                                          |
| Гродненська область |                              |                                              |                                                 |                                                          |
| місто Мінськ        |                              |                                              |                                                 |                                                          |
| Мінська область     |                              |                                              |                                                 |                                                          |
| Могилевська область |                              |                                              |                                                 |                                                          |

## Мапи
| Частка білорусів у населення первинних адміністративно-територіальних одиниць | Частка поляків у населенні первинних адміністративно-територіальних одиниць | Частка росіян у населенні первинних адміністративно-територіальних одиниць | Первинні адміністративно-територіальні одиниці з етнічної більшості |